# Aukcja elektroniczna
Aukcja elektroniczna – oznacza powtarzalny proces obejmujący zastosowanie urządzenia elektronicznego do przedstawiania nowych, obniżanych cen lub nowych wartości dotyczących niektórych elementów ofert, realizowany po przeprowadzeniu wstępnej pełnej oceny ofert, umożliwiającej ich klasyfikację za pomocą metod automatycznej oceny.
Zasady realizacji aukcji przed 1 stycznia 2021 r. regulowały w Polsce przepisy art. 91a-91c ustawy z dnia 29 stycznia 2004 r. Prawo zamówień publicznych. Mogła być ona zastosowana, o ile była przewidziana w ogłoszeniu o zamówieniu oraz zostały złożone przynajmniej trzy oferty niepodlegające odrzuceniu. Przebiegała ona na platformie elektronicznej, a wykonawcy, którzy złożyli oferty w postępowaniu mogli składać postąpienia korzystniejsze dla zamawiającego od tych przewidzianych w złożonej wcześniej ofercie. Ten tryb udzielania zamówień przewiduje także Prawo zamówień publicznych z 2019 r.
Do 2007 r. ustawa Prawo zamówień publicznych z 2004 r. posługiwała się tym określeniem w stosunku do odrębnego trybu udzielania zamówień publicznych, obecnie noszącego nazwę licytacji elektronicznej.